# Лопатникова, Марина Анатольевна
Марина Анатольевна Лопатникова (урожд. Никифорова) (род. 12 июня 1983 года) — российская пауэрлифтерша.

## Карьера
Марина тренируется у С. К. Шипова в Арзамасе.
Бронзовый призёр чемпионата России по жиму лёжа 2009 года в категории до 52 кг.
В феврале 2014 года в категории до 47 кг становится бронзовым призёром чемпионата России. 
В марте 2014 года становится вице-чемпионом России по классическому пауэрлифтингу. В декабре 2014 года завоёвывает серебряную награду чемпионата России по классическому пауэрлифтингу. А на чемпионате Европы 2015 года по классическому пауэрлифтингу завоевала бронзу.
В декабре 2015 года стала чемпионкой России по классическому пауэрлифтингу.